# Passage secret (film, 1960)
Pour les articles homonymes, voir Passage secret et Passages secrets (album).
Pour plus de détails, voir Fiche technique et Distribution.
Passage secret (Mission of Danger) est un film américain de Jacques Tourneur et George WaGGner, sorti en 1960.

## Synopsis
Le Major Rogers et ses hommes sont chargés de passer derrière les lignes françaises pour retrouver un espion anglais qui cherchait un nouveau passage à travers les montagnes.

## Fiche technique
- Titre original : Mission of Danger
- Titre français : Passage secret
- Réalisation : Jacques Tourneur et George Waggner
- Scénario : Gerald Drayson Adams, d'après le roman Northwest Passage de Kenneth Roberts
- Direction artistique : William A. Horning, Merrill Pye
- Décors : F. Keogh Gleason, Henry Grace, Jack Mills, Richard Pefferle
- Photographie : Harkness Smith, William W. Spencer, Harold E. Wellman
- Son : Franklin Milton
- Montage : Ira Heymann, Jack Kampschroer, Frank Santillo (en)
- Musique : Raoul Kraushaar
- Production : Adrian Samish
- Société de production : Metro-Goldwyn-Mayer
- Société(s) de distribution :  Metro-Goldwyn-Mayer
- Pays de production :  États-Unis
- Langue originale : anglais
- Format : couleur (Metrocolor) — 35 mm — son Mono
- Genre : film d'aventure
- Durée : 80 minutes
- Date de sortie :
  - États-Unis : 1960

## Distribution
- Keith Larsen : Major Robert Rogers
- Buddy Ebsen : Hunk Marriner
- Don Burnett : Langdon Towne
- Taina Elg : Audrey Bonay
- Philip Tonge : Général Amherst
- Alan Hale Jr. : Sam Beal
- Patrick Macnee : Colonel Trent
- Adam Williams
- Sandy Kenyon

## Production
- Il s'agit du regroupement pour le cinéma de trois épisodes de la série "Northwest Passage" tournée pour la télévision américaine, cette version cinéma étant destinée au marché européen. Un épisode "The Break Out" a été réalisé par Jacques Tourneur, les deux autres, "The Secret of The Cliff" et "The Red Coat", par George WaGGner.
- Un regroupement similaire a été fait pour Frontière sauvage et Fury River.

## Autour du film
- Le même roman avait inspiré le film Le Grand Passage (Northwest Passage) de King Vidor, avec Spencer Tracy.